# Tusitala lyrata
Tusitala lyrata är en spindelart som först beskrevs av Simon 1903.  Tusitala lyrata ingår i släktet Tusitala och familjen hoppspindlar. Inga underarter finns listade i Catalogue of Life.